# شاوران
شاوران که در منابع هندی شابران آمده است، نام شهری باستانی در نزدیکی گنجه و دربند در شرق جمهوری آذربایجان امروزی بوده است که در دورهٔ ساسانیان بنا گذارده شده و تا دوران قاجار نیز دارای رونق بوده است. در حدودالعالم، شاوران به شهری نزدیک به دریا و با نعمت بسیار و سنگ محک معروف اشاره دارد. از سویی در فرهنگ آنندراج، اشاره شده است که چاه بیژن در آن شهر بوده است.

## ستاک نام
نام شاوران، در برخی منابع برگرفته از شاپوران، به سبب پایه‌گذاری این دیار در دوره شاپور نخست دانسته شده است. برخی منابع آن را مشتق از واژه‌های سواران، شیروان و شابر (نام قبیله‌ای در داغستان) خوانده‌اند. شاوران در کتاب شاهنامه نام یکی از پهلوانان ایرانی و پدر زنگه است.